# Elecciones federales de Alemania de 1930
Las elecciones federales de Alemania de 1930 tuvieron lugar el domingo 14 de septiembre del mencionado año con el objetivo de renovar los 577 escaños del Reichstag, que conformarían la sexta legislatura de la República de Weimar. Se anticiparon dos años antes de lo previsto constitucionalmente debido a la solicitud del gobierno de Heinrich Brüning de disolver el Reichstag luego de que este (por iniciativa del Partido Socialdemócrata) anulara un decreto de emergencia firmado por el presidente Paul von Hindenburg. La disolución se llevó a cabo el 18 de julio de 1930.
Estos comicios se celebraron en plena recesión económica, consecuencia de la crisis global que había estallado tras el crac del 29, iniciando la Gran Depresión. A pesar de esta situación, el Partido Socialdemócrata de Alemania (SPD), que había formado parte de la coalición gubernamental hasta principios de año y que gobernaba al momento de la crisis, continuó siendo el partido más grande del Reichstag con el 24.53% de los votos y 143 escaños, perdiendo 10 con respecto a los anteriores comicios y más de medio millón de votos. Sin embargo, el levísimo triunfo se vio eclipsado por el dramático ascenso del Partido Nacionalsocialista Obrero Alemán (NSDAP o Partido Nazi) de Adolf Hitler, que logró el 18.25% de los votos y 107 escaños, obteniendo casi siete veces su anterior resultado y convirtiéndose en la segunda fuerza política del país. En el otro extremo, el Partido Comunista de Alemania (KPD) también experimentó un crecimiento considerable  al recibir más de un millón de votos extra, ocupando el tercer lugar con el 13.13% y 77 escaños, un aumento de 23 con respecto a 1928. El Partido de Centro (Zentrum) del canciller Brüning, logró el 11.81% de los votos y 68 escaños, seguido del nacionalista y monarquista Partido Nacional del Pueblo Alemán (DNVP) de Alfred Hugenberg, con un 7.03% y 41 escaños. Los demás partidos obtuvieron menos del 5% de los votos. La participación fue del 81.95% del electorado registrado.
El fragmentado resultado condujo a un colapso del sistema democrático alemán. Las fuerzas de extrema derecha, nazis y fuerzas monárquicas contrarias a la república y a la democracia liberal lograron una amplia representación parlamentaria ante la cual los demás partidos fueron incapaces de formar un gobierno estable o incluso cesar al Canciller o contrarrestar el poder presidencial de Hindenburg. Debido a esta situación, hasta marzo de 1933, se daría una sucesión de gobiernos débiles, dependientes de Hindenburg y sin apoyo parlamentario. La crisis económica, en conjunto con la creciente crisis política por el debilitamiento del poder legislativo, fortalecería cada vez más al Partido Nazi y a Hitler mismo, generando lo que sería su llegada al poder y el desmantelamiento de la República de Weimar.

## Antecedentes
Después de las elecciones de 1928, en las cuales el Partido Socialdemócrata tuvo grandes avances, este logró formar una coalición multipartidista con el Partido de Centro, el Partido Popular de Baviera, el Partido Democrático Alemán, y el Partido Popular Alemán, restableciendo la Coalición de Weimar de 1919 con Hermann Müller como Canciller. Durante este gobierno estalló la Gran Depresión en 1929. El 27 de marzo de 1930, la coalición colapsó, debido a la disputa por un menor aumento de las cotizaciones al seguro de desempleo y a las intenciones del presidente Paul von Hindenburg de instaurar un gabinete presidencial "antimarxista y antiparlamentario". Hindenburg designó canciller a Heinrich Brüning en un gobierno minoritario sin el SPD.
Tras asumir, Brüning presentó su presupuesto, que fue rechazado por el Reichstag. El 16 de julio, Hindenburg decretó la instauración de los presupuestos mediante un "decreto presidencial de emergencia". El SPD, con el apoyo del Partido Nacional del Pueblo Alemán, el Partido Comunista de Alemania, y el Partido Nacionalsocialista Obrero Alemán, presentó una moción para anular el decreto el 18 de julio, haciendo uso de la facultad constitucional parlamentaria consagrada en el artículo 48 de la Constitución de Weimar, que daba al Reichstag la potestad de declarar la nulidad un decreto presidencial con un voto afirmativo. La medida fue exitosa con 256 votos a favor sobre 491 diputados. Ese mismo día, en respuesta a la anulación y por iniciativa de Brüning, Hindenburg disolvió el Reichstag y convocó a nuevas elecciones para el 14 de septiembre.

## Campaña
Aunque el Partido Nazi había recibido menos del 3% de los votos en las anteriores elecciones, el SPD era consciente del crecimiento que obtendría debido a la situación económica y al descontento general contra la clase política, además del notorio avance electoral que había logrado el partido a nivel estatal durante los dos años anteriores, por lo que desde el comienzo de la campaña el SPD vio al NSDAP como un rival auténtico y basó su campaña en atacar al nazismo y a los gobiernos derechistas minoritarios, con su eslogan "contra el bloque cívico y la esvástica". El 1 de agosto, el SPD y el KPD celebraron grandes reuniones en Berlín bajo el lema "nunca más guerra". Alrededor de 30.000 personas participaron en el evento del SPD en Lustgarten. aproximadamente 15,000 en la demostración del KPD en Winterfeldtplatz. El 23 de agosto, intentaron hacer lo mismo en Bunzlau, pero los partidarios del KPD y del NSDAP entraron en conflicto, con intervención policial, muriendo tres personas y resultando otras dos heridas de gravedad. La campaña comunista finalizó el 12 de septiembre con un gran mitin en el Palacio de los Deportes de Berlín.
El DNVP tuvo que lidiar con problemas internos durante la campaña electoral. El 17 de julio hubo una ruptura entre el ala derechista antidemocrática del líder del partido Alfred Hugenberg y los círculos moderados alrededor de Kuno Graf von Westarp. El 23 de julio, parte del ala moderada fundó el Partido Popular Conservador. El 8 de agosto, siete miembros del Reichstag renunciaron al DNVP porque desaprobaron el viraje hacia la extrema derecha de Hugenberg. El 14 de agosto, Hugenberg habló en un discurso de campaña electoral en el Palacio de Deportes sobre un próximo "Tercer Reich", denominación que irónicamente utilizaría Hitler para referirse posteriormente a la Alemania nazi, siendo una de las denominaciones más comunes empleadas para referirse a este período histórico. También dentro del espectro derechista, el DVP intentó formar un "Bloque Conservador" junto con otros partidos. El 7 de agosto, sin embargo, el Partido Económico y el Partido Popular Conservador se retiraron del proyecto. El 27 de julio, el colapsado Partido Democrático Alemán cambió su nombre a Partido del Estado Alemán, aunque muchos de sus miembros abandonaron la formación.
La campaña electoral del NSDAP fue organizada por primera vez por Joseph Goebbels,Giusseppe S.C. El NSDAP denunció el colapso de Alemania bajo el "sistema de Weimar", invocó a la unidad nacional y presentó la crisis económica mundial prevaleciente como un complot contra Alemania. La propaganda antisemita abierta se eliminó en gran medida debido a la instrucción de Goebbels, prefiriendo enfocarse en las cuestiones nacionales, y resaltar más la visión anticomunista y anticapitalista del partido. El enorme activismo del partido hizo que este se viera joven, fresco y enérgico. El 10 de agosto, 400 hombres arrancaron las banderas negra, roja y dorada en la manifestación del NSDAP en la Schlossplatz de Berlín. Adolf Hitler apareció como el orador principal en más de veinte reuniones entre el 3 de agosto y el 13 de septiembre. En un manifiesto de Hitler el 10 de septiembre en el Palacio de Deportes de Berlín antes de al menos 16.000 oyentes, declaró: "nacionalsocialismo es luchar por los trabajadores alemanes, tomarles de la mano y alejarlos del fraude", también anunció que, si tomaran el poder, la nación misma adquiriría más fuerza, y el pueblo se vería liberado.

## Resultados
La participación electoral aumentó en un 6.4%, alcanzando al 81.95% del electorado. Así, unos 4.2 millones de alemanes más votaron en 1930 que en 1928. Aunque el SPD fue el partido más votado y con más escaños, el Partido Nazi y el Partido Comunista fueron las fuerzas que más ganaron en la jornada al incrementar, el primero, en un 15.7% su apoyo popular, quedando en segundo lugar. El KPD, aunque solo aumentó un 2.5%, logró convertirse en tercera fuerza nacional. El nazismo cosechó un gran éxito en el norte y el este de Alemania. En Schleswig-Holstein, aumentó de un 4% a un 27%, también en Prusia Oriental (único distrito donde fue la fuerza más votada), Pomerania, en la provincia de Hannover y en Mecklenburg, alcanzó más del 20%. Joseph Goebbels escribió en su diario: "El palacio deportivo era como un manicomio, las SA (Sturmabteilung) me llevaron sobre los hombros por el pasillo".
Aunque los partidos que apoyaban a Brüning no sufrieron debacles mayores, las esperanzas de que un repunte del Partido Popular Conservador convenciera al DVNP de abandonar su retórica extremista y apoyara a un gobierno conservador mayoritario no se cumplieron. En agosto, la Asociación del Reich de la Industria Alemana instó a sus miembros a apoyar partidos que fueran "constitucionalistas y que defiendan inequívocamente la preservación y el desarrollo del sector privado y la propiedad privada". Esto estaba dirigido contra los comunistas y era compatible con apoyar al NSDAP, pero la base deseada para el gobierno no se materializó: de los 577 diputados del Reichstag solo 200 apoyaban a Brüning. El resultado de la elección no generó esperanzas en la formación de un gobierno mayoritario, ya que las ideas de política económica del SPD, que se negaba a pactar con los comunistas, y los partidos derechistas estaban demasiado alejadas.
|  | 24.53 % |

|  | 18.25 % |

|  | 13.13 % |

|  | 11.81 % |

|  | 7.03 % |

|  | 4.51 % |

|  | 3.90 % |

|  | 3.78 % |

|  | 3.17 % |

|  | 3.03 % |

|  | 2.48 % |

|  | 0.97 % |

|  | 0.83 % |

|  | 0.55 % |

|  | 0.41 % |

|  | 0.78 % |

|  | 0.23 % |

|  | 0.21 % |

|  | 0.08 % |

|  | 0.07 % |

|  | 0.06 % |

|  | 0.03 % |

|  | 0.03 % |

|  | 0.03 % |

|  | 0.08 % |

|  | 99.24 % |

|  | 0.76 % |

|  | 100.00 % |

|  | 81.95 % |

### Resumen de resultados
| \| Voto popular \| Voto popular \| Voto popular \| Voto popular \| Voto popular \| \| ------------ \| ------------ \| ------------ \| ------------ \| ------------ \| \| \| \| \| \| \| \| SPD \| SPD \| \| 24.5 % \| 24.5 % \| \| NSDAP \| NSDAP \| \| 18.3 % \| 18.3 % \| \| KPD \| KPD \| \| 13.1 % \| 13.1 % \| \| Zentrum \| Zentrum \| \| 11.8 % \| 11.8 % \| \| DNVP \| DNVP \| \| 7.0 % \| 7.0 % \| \| DVP \| DVP \| \| 4.5 % \| 4.5 % \| \| WP \| WP \| \| 3.9 % \| 3.9 % \| \| DStV \| DStV \| \| 3.8 % \| 3.8 % \| \| CNBL \| CNBL \| \| 3.2 % \| 3.2 % \| \| BVP \| BVP \| \| 3.0 % \| 3.0 % \| \| CSVD \| CSVD \| \| 2.5 % \| 2.5 % \| \| Otros \| Otros \| \| 4.3 % \| 4.3 % \| |         |  |        |        |
| Voto popular |         |  |        |        |
| |         |  |        |        |
| SPD | SPD     |  | 24.5 % | 24.5 % |
| NSDAP | NSDAP   |  | 18.3 % | 18.3 % |
| KPD | KPD     |  | 13.1 % | 13.1 % |
| Zentrum | Zentrum |  | 11.8 % | 11.8 % |
| DNVP | DNVP    |  | 7.0 %  | 7.0 %  |
| DVP | DVP     |  | 4.5 %  | 4.5 %  |
| WP | WP      |  | 3.9 %  | 3.9 %  |
| DStV | DStV    |  | 3.8 %  | 3.8 %  |
| CNBL | CNBL    |  | 3.2 %  | 3.2 %  |
| BVP | BVP     |  | 3.0 %  | 3.0 %  |
| CSVD | CSVD    |  | 2.5 %  | 2.5 %  |
| Otros | Otros   |  | 4.3 %  | 4.3 %  |

### Resumen de asientos
| \| Asientos \| Asientos \| Asientos \| Asientos \| Asientos \| \| -------- \| -------- \| -------- \| -------- \| -------- \| \| \| \| \| \| \| \| SPD \| SPD \| \| 24.8 % \| 24.8 % \| \| NSDAP \| NSDAP \| \| 18.5 % \| 18.5 % \| \| KPD \| KPD \| \| 13.3 % \| 13.3 % \| \| Zentrum \| Zentrum \| \| 11.8 % \| 11.8 % \| \| DNVP \| DNVP \| \| 7.1 % \| 7.1 % \| \| DVP \| DVP \| \| 5.2 % \| 5.2 % \| \| WP \| WP \| \| 4.0 % \| 4.0 % \| \| DStV \| DStV \| \| 3.5 % \| 3.5 % \| \| CNBL \| CNBL \| \| 3.3 % \| 3.3 % \| \| BVP \| BVP \| \| 3.3 % \| 3.3 % \| \| CSVD \| CSVD \| \| 2.4 % \| 2.4 % \| \| Otros \| Otros \| \| 2.8 % \| 2.8 % \| |         |  |        |        |
| Asientos |         |  |        |        |
| |         |  |        |        |
| SPD | SPD     |  | 24.8 % | 24.8 % |
| NSDAP | NSDAP   |  | 18.5 % | 18.5 % |
| KPD | KPD     |  | 13.3 % | 13.3 % |
| Zentrum | Zentrum |  | 11.8 % | 11.8 % |
| DNVP | DNVP    |  | 7.1 %  | 7.1 %  |
| DVP | DVP     |  | 5.2 %  | 5.2 %  |
| WP | WP      |  | 4.0 %  | 4.0 %  |
| DStV | DStV    |  | 3.5 %  | 3.5 %  |
| CNBL | CNBL    |  | 3.3 %  | 3.3 %  |
| BVP | BVP     |  | 3.3 %  | 3.3 %  |
| CSVD | CSVD    |  | 2.4 %  | 2.4 %  |
| Otros | Otros   |  | 2.8 %  | 2.8 %  |

## Reacciones
El Frankfurter Zeitung publicó en la mañana después de la elección: "Elecciones amargas, fueron estas, en las que un estado de ánimo alimentado por muchas fuentes, suscitado por una incitación salvaje, se descargó en las papeletas de votación radicales, Hitler realmente no sabe como cumplir sus promesas".
También la prensa internacional emitió declaraciones sobre lo comicios. El periódico estadounidense The New York Times vio la elección como una respuesta instintiva a la incapacidad de los partidos tradicionales. Una publicación en Le Temps afirmó que el resultado del Partido Nazi había superado las peores expectativas. Por otro lado, el Daily Mail declaró que Hitler también podía ofrecer ideas positivas, constituyendo una suerte de "muralla contra el bolchevismo".
Ante la alarma internacional, el 23 de septiembre, el presidente Hindenburg, escribió en una declaración en contra de informes de la prensa extranjera que Alemania estaba enfrentando un golpe de Estado nazi. Esto tenía la intención de contrarrestar el retiro adicional de préstamos extranjeros de Alemania.

## Consecuencias

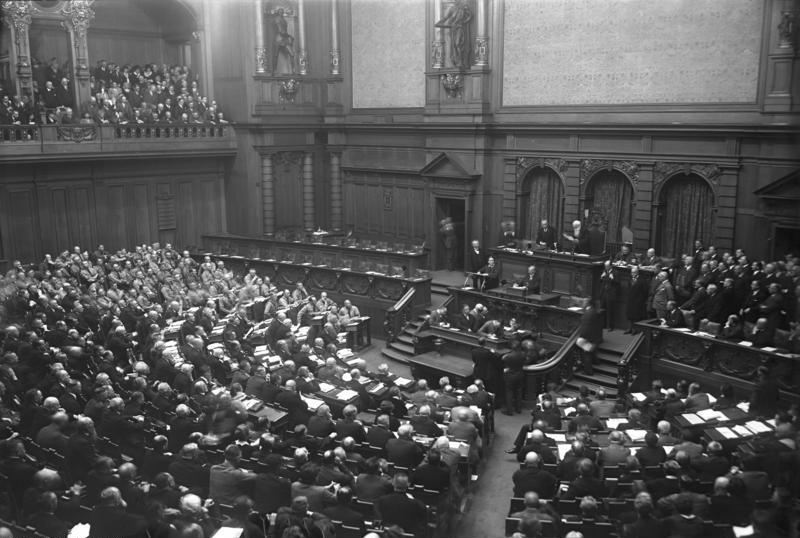
Apertura del quinto Reichstag, al extremo izquierdo de la imagen se puede ver a los diputados nazis con el uniforme marrón.

Al conocerse los resultados, el Partido Nazi rápidamente cobró impulso y sus partidarios se mostraron cada vez más en público. En la apertura del Reichstag el 13 de octubre de 1930, todos los miembros del NSDAP aparecieron con uniformes de fiesta de color marrón y, por lo tanto, violaron ostensiblemente la prohibición de vigencia del uniforme en Prusia. La inmunidad parlamentaria impidió que cualquiera de los diputados fuese arrestado o enjuiciado después de esta violación. El mismo día, hubo disturbios en Berlín y miembros de las SA insultaron y agredieron a personas con aspecto judío.
Una de las principales consecuencias económicas fue un retiro masivo de préstamos a corto plazo en el extranjero. La falta de liquidez resultante y el aumento de la tasa de interés, con el que el Reichsbank intentó detener las deducciones crediticias, agravaron los efectos deflacionarios de la crisis económica mundial.